# Fric-Frac (film)
Pour les articles homonymes, voir Fric-Frac.
Pour plus de détails, voir Fiche technique et Distribution.
Fric-Frac est un film français réalisé par Maurice Lehmann et Claude Autant-Lara, sorti en 1939.

## Synopsis
À Paris, Marcel, un brave garçon, est l'un des employés de la bijouterie Mercandieu située dans un appartement parisien de la rue de Turbigo. Renée, la fille du patron, rêve d'en faire son fiancé sans que Marcel réponde à ses attentes, à la grande exaspération de la jeune femme.
Un dimanche après-midi, lors d'une course cycliste au stade Buffalo de Montrouge, Marcel fait la connaissance d'un couple exubérant aux allures plutôt canailles : Jo, un délinquant à la petite semaine, habitué des arnaques et des « cassements », et son associée, l'aguichante Loulou dont il tombe immédiatement sous le charme ravageur. Renée se rend compte que Marcel semble subjugué par ses nouveaux amis et décide, à son tour de faire leur connaissance.
Une idylle semble effectivement vouloir prendre forme, mais Marcel se méprend totalement sur les intentions de Loulou car celle-ci a déjà un compagnon. En effet, elle est la « régulière » d'un dénommé Tintin qui, à la suite d'un cambriolage, effectue un séjour en prison. L'homme a besoin d'argent pour améliorer l'ordinaire de sa détention. La jeune femme, qui connaît la profession de Marcel, décide alors de se lancer dans un « fric-frac » chez le bijoutier Mercandieu avec l'aide de Jo et utilise ses appâts pour extorquer des informations au naïf Marcel qui se retrouve piégé par les deux complices.
Rentrant plus tôt que prévu dans l'appartement de son père, Renée surprend les cambrioleurs. Marcel, qui les a rejoints après avoir réussi à se libérer, se voit contraint de demander la main de Renée à M. Mercandieu, pour éviter qu'elle dénonce ses « amis ».

## Fiche technique
- Titre original : Fric-Frac[3]
- Réalisation : Maurice Lehmann et Claude Autant-Lara (non crédité)[1]
- D'après la pièce de théâtre d'Édouard Bourdet, Fric-Frac (1936)
- Adaptation et dialogues : Michel Duran
- Collaboration technique : Claude Autant-Lara
- Conseiller pour l'argot : Fernand Trignol
- Décors : René Renoux
- Photographie : Louis Née, Armand Thirard, Roger Arrignon, Roger Fellous
- Son : Robert Ivonnet
- Montage : Victoria Mercanton, Lola Barache et Roger Mercanton
- Musique : Oberfeld (Éditions Royalty)
- Scripte : Ghyslaine Auboin
- Photographe de plateau : Roger Corbeau
- Régie : Darvey
- Direction de production : L. Bréton[4]
- Production : Maurice Lehmann
- Société de production : Les Productions Maurice Lehmann (France)
- Sociétés de distribution : Les Distributeurs français/CCFC (Compagnie commerciale française de cinématographie), Solaris Distribution (France), SND/Les Classiques Français SNC (Société nouvelle de cinématographie)/M6 Vidéo (France)
- Pays d'origine :  France
- Langue : français
- Format : 35 mm — noir et blanc — 1.33:1 — monophonique
- Genre : comédie
- Durée : 105 minutes (autre version : 120 minutes)
- Date de sortie : France 15 juin 1939
- (fr) Classifications CNC : tous publics, Art et Essai (visa d'exploitation no 1239 délivré le 1er février 1941)
- Affiches : Roger Cartier, Roger Rojac (France)

## Distribution
- Fernandel : Marcel, employé de la bijouterie Mercandieu
- Michel Simon : Jo « les bras coupés » (« parce qu'il n'aime pas se fatiguer… »)
- Arletty : Loulou, l'associée de Jo
- Hélène Robert : Renée Mercandieu, la fille du bijoutier
- Andrex : P'tit Louis
- René Génin : M. Blain, le comptable de la bijouterie
- Génia Vaury : La Grande Marie
- Jacques Varennes : Tintin, le « protecteur » de Loulou, emprisonné
- Marcel Vallée : M. Mercandieu, le bijoutier
- Rivers-Cadet : Gégène, complice occasionnel de Jo et Loulou (non crédité)
- Robert Mercier : le livreur (non crédité)
- Clairjane (non créditée)
- Eugène Stuber (non crédité)
- Huguette Meunier (non créditée)
- Frédéric Mariotti (non crédité)
- Henri Charrett : le joueur de bonneteau à l'hippodrome de Longchamp (non crédité)
- Manuel Gary (non crédité)
- Titys : Charles, le serveur du restaurant habituel de Marcel (non crédité)
- Claire Darcas (non créditée)
- André Raymond (non crédité)
- Maurice Lagrenée (à confirmer) (non crédité)
- Sarah Rafale (non créditée)
- Fernand Flament (non crédité)
- Georges Lannes (non crédité)

## Production

### Dialogue
Exemple de répliques : 
— Loulou : hé Jo, entends ça ! 

— Loulou à Marcel : allez-y ! 

— Marcel répète sa fameuse phrase : j'eusse préféré que vous vinssiez seule.

— Loulou à Jo : tu t'rends compte ! 

— Marcel : mais c'est français !

— Loulou : à qui qu'vous voulez faire croire ça ! Vous nous prenez pour des caves !

### Tournage
- Période de prises de vue du 22 mars à fin avril 1939 : 
  - Intérieurs : studios Éclair d'Épinay-sur-Seine,
  - Extérieurs : Paris (hippodrome de Longchamp, prison de la Santé) et banlieue (forêt d'Île-de-France[6], Montrouge (le stade Buffalo).

Selon Arletty : « C'est incontestablement Autant-Lara qui faisait tout dans la mise en scène ; il en avait l'entière responsabilité. Maurice Lehmann était surtout le producteur. […] C'est d'autant plus fort pour Fernandel d'interpréter un parigot, lui le méridional. Il avait du mérite ». Dans le film, il y avait Michel Simon. Fric-Frac fut la rencontre de ces deux « gueules », mais ça n'a pas gazé. Fernandel n'a plus jamais voulu tourner une seule fois avec Simon. Vous imaginez des acteurs comme ça qui ne se retrouvent pas, c'est grave malgré tout.

## Autour du film
Durant le tournage Michel Simon (qui aimait improviser) et Fernandel sont entrés en rivalité et ne s'entendaient pas malgré les tentatives d'Arletty de les réconcilier. Les deux acteurs n'ont plus jamais joué ensemble dans un film.

## Vidéographie
- Fric-Frac, Les Classiques Français SNC/M6 Vidéo, 25 novembre 2009, 1 DVD PAL Zone 2, monophonique [présentation en ligne]